# جو یانگ نیرومند (فیلم ۱۹۹۸)
جو یانگ نیرومند (به انگلیسی: Mighty Joe Young) فیلمی محصول سال ۱۹۹۸ و به کارگردانی ران آندروود است. در این فیلم بازیگرانی همچون بیل پکستون، شارلیز ترون، راده شربه‌جیا، نوین اندروز، رجینا کینگ، دیوید پیمر، پیتر فرث، کریستین کلمنسون، جفری بلیک، لارنس پرسمن، لیندا پورل، میکا بورم، ری هری‌هاوزن و تری مور ایفای نقش کرده‌اند.

## داستان
«جو» گوریلی عظیم‌الجثه که به دلایل امنیتی از محل زندگی خود به آمریکا آورده شده، اقدام به فرار کرده و همه چیز را در هالیوود به هم می‌ریزد…